# Liste der Naturdenkmale in Daaden
Die Liste der Naturdenkmale in Daaden nennt die im Gemeindegebiet von Daaden ausgewiesenen Naturdenkmale (Stand 15. Februar 2024).

## Naturdenkmale
| Nr.         | Bezeichnung                                     | Lage                                                    | Beschreibung                            | Bild                                    |
| ----------- | ----------------------------------------------- | ------------------------------------------------------- | --------------------------------------- | --------------------------------------- |
| ND-7132-379 | Hohenseelbachskopf                              | nördlich des Ortes; Distrikt Am Hohenseelbachskopf Lage | flächenhaftes Naturdenkmal; Basaltkegel | Direkt Bild zu diesem Denkmal hochladen |
| ND-7132-388 | Grenzeichen südwestlich des Hohenseelbachkopfes | nördlich des Ortes; Distrikt Am Hohenseelbachskopf Lage | Quercus sp., acht Bäume                 | Direkt Bild zu diesem Denkmal hochladen |
| ND-7132-390 | Hüllbuche                                       | nordwestlich des Ortes; Distrikt In der Hüllbuche Lage  | Fagus sylvatica                         | Direkt Bild zu diesem Denkmal hochladen |